# آرتور جی.ناسکارلا
آرتور جی. ناسکارلا (به انگلیسی: Arthur J. Nascarella) (زاده ۱۸ نوامبر ۱۹۴۴) بازیگرآمریکایی است.
از فیلم‌های معروف او می‌توان به بازی در فیلم دویدن از ترس، ولگردها، مرد منزوی و نفرین عقرب یشمی اشاره کرد.